# Bert Gould
Pour les articles homonymes, voir Gould.

a Compétitions nationales et continentales officielles uniquement.

b Matchs officiels uniquement.
George Herbert Gould, né le 18 avril 1870 à Newport et mort le 19 décembre 1913 à Germiston en Afrique du Sud, est un joueur gallois de rugby à XV évoluant au poste de trois-quarts centre en sélection nationale et dans le club du Newport RFC. C'est le frère de Bob et d'Arthur, qui ont également joué avec le pays de Galles et le Newport RFC. Harry, Gus et Wyatt sont trois autres frères qui ont joué pour Newport.

## Palmarès
Bert Gould remporte le tournoi britannique une seule fois en 1893 en remportant les trois matches et la Triple couronne. À cette époque, les clubs gallois comme les clubs anglais, conviennent de rencontres amicales et ne disputent pas de championnat officiel. Bert Gould ne peut donc pas remporter de trophée en club.

## Statistiques en équipe nationale
- Trois sélections en équipe du pays de Galles
- 4 points (2 essais)
- Sélections par année : 1 en 1892, 2 en 1893
- Participation à deux tournois britanniques en 1892 et 1893.